# Zona metropolitana de Xalapa
La zona metropolitana de Xalapa es el área metropolitana formada por la ciudad mexicana de Xalapa, su municipio homónimo, y nueve municipios más del estado de Veracruz de Ignacio de la Llave. De acuerdo a los resultados del Censo de Población y Vivienda 2020 realizado por el INEGI, la Zona Metropolitana de Xalapa contó hasta ese año con 789,157 habitantes, lo que la convirtió en la vigésima sexta más poblada de México, y en la segunda más poblada del estado de Veracruz de Ignacio de la Llave.

## Municipios integrantes
- Banderilla
- Coatepec
- Coacoatzintla
- Emiliano Zapata
- Jilotepec
- Rafael Lucio
- Tlalnelhuayocan
- Xalapa
- Xico

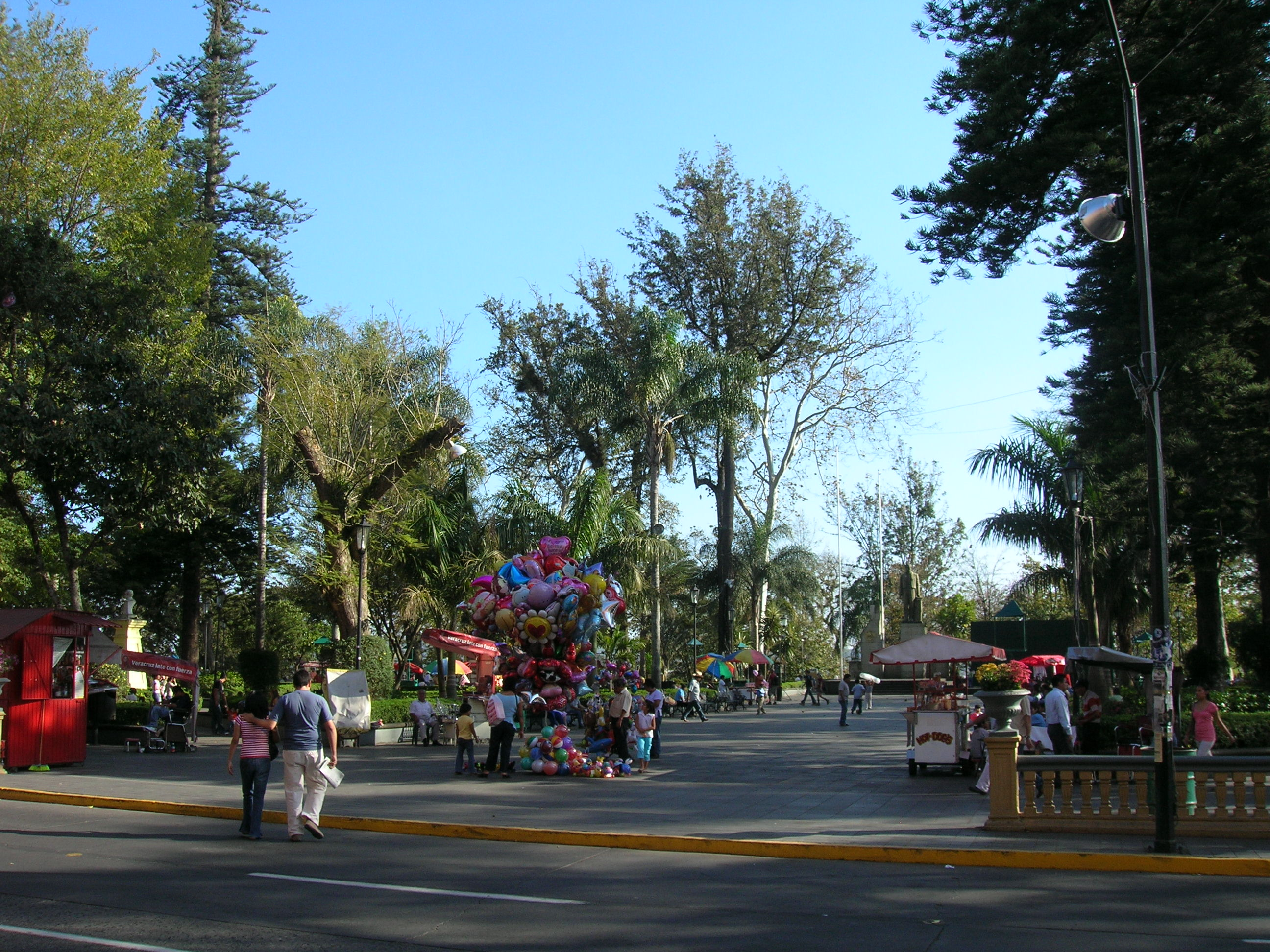
Parque Juárez de Xalapa.
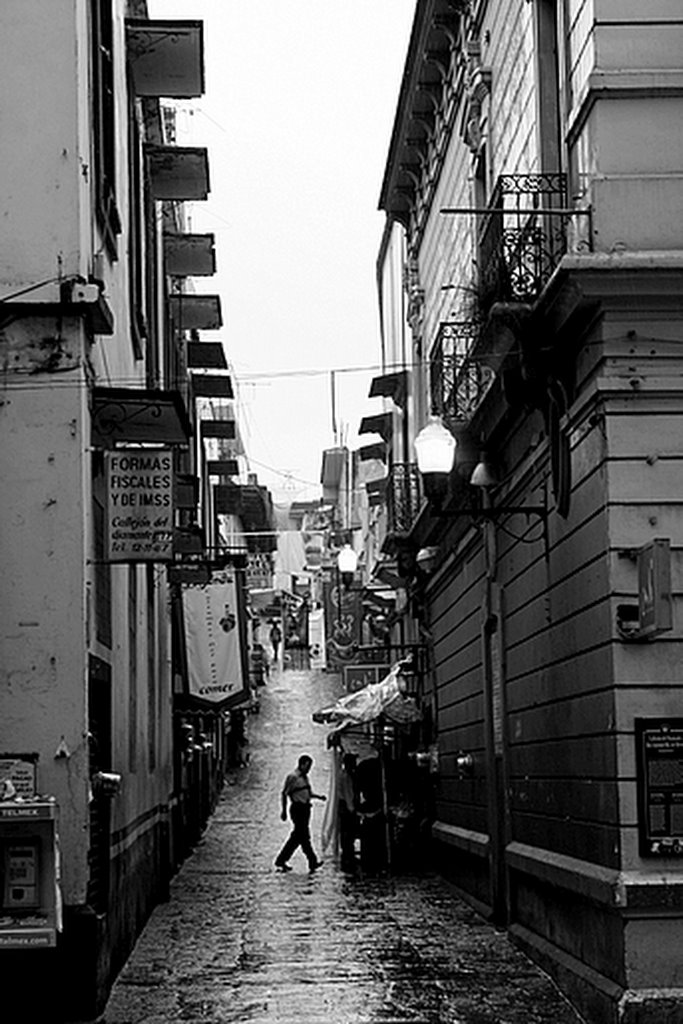
Callejón del Diamante en Xalapa.
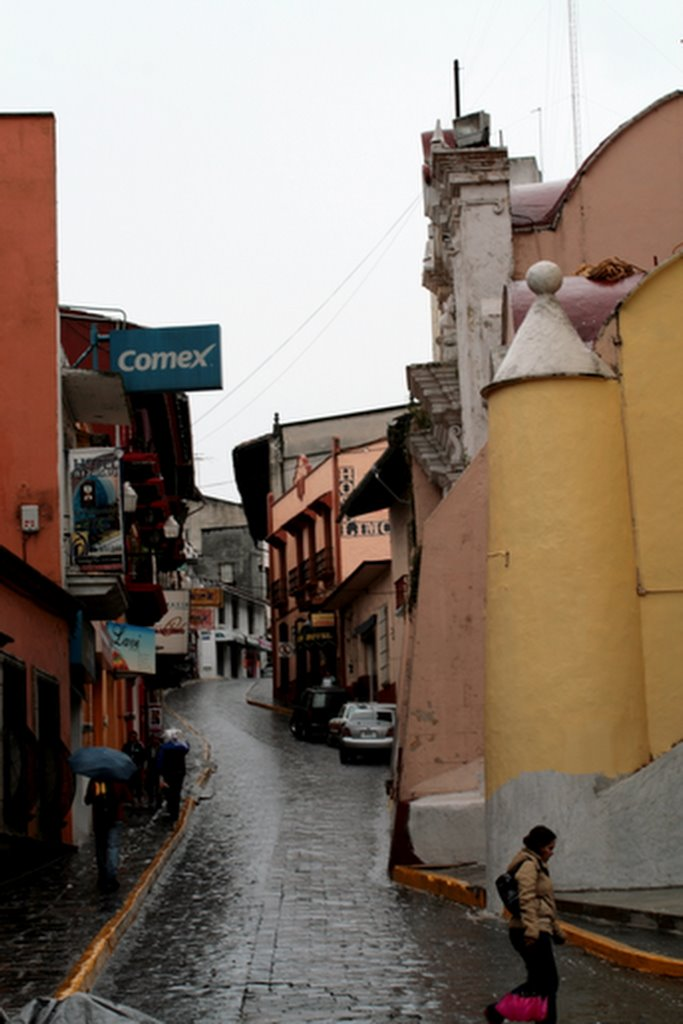
Centro de Xalapa.
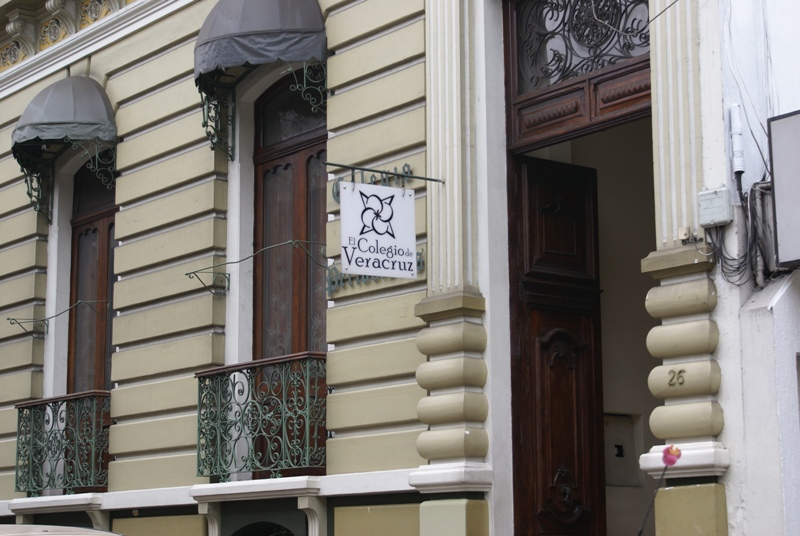
El Colegio de Veracruz en Xalapa.
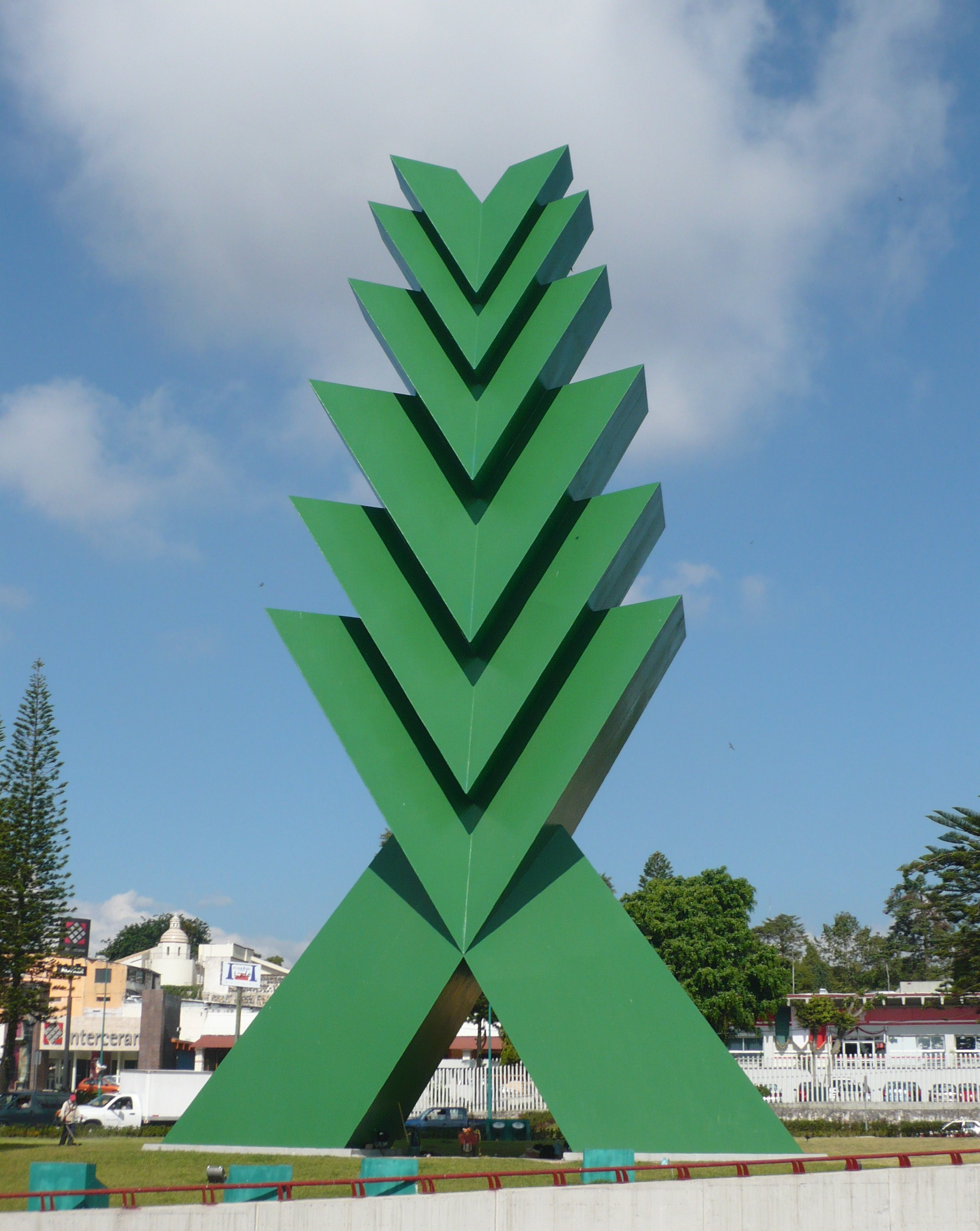
Escultura La Araucaria en Xalapa.
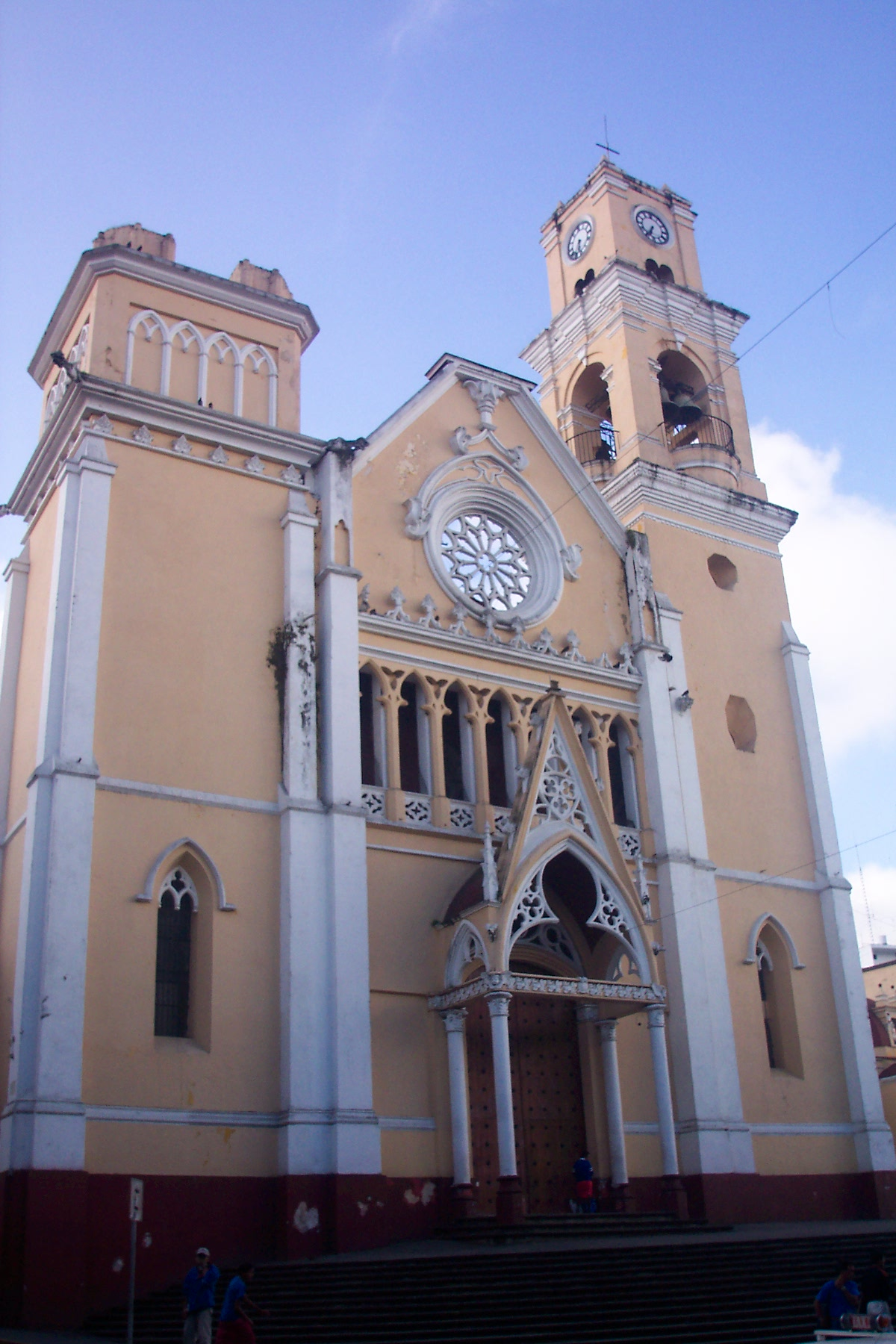
Catedral metropolitana de Xalapa.
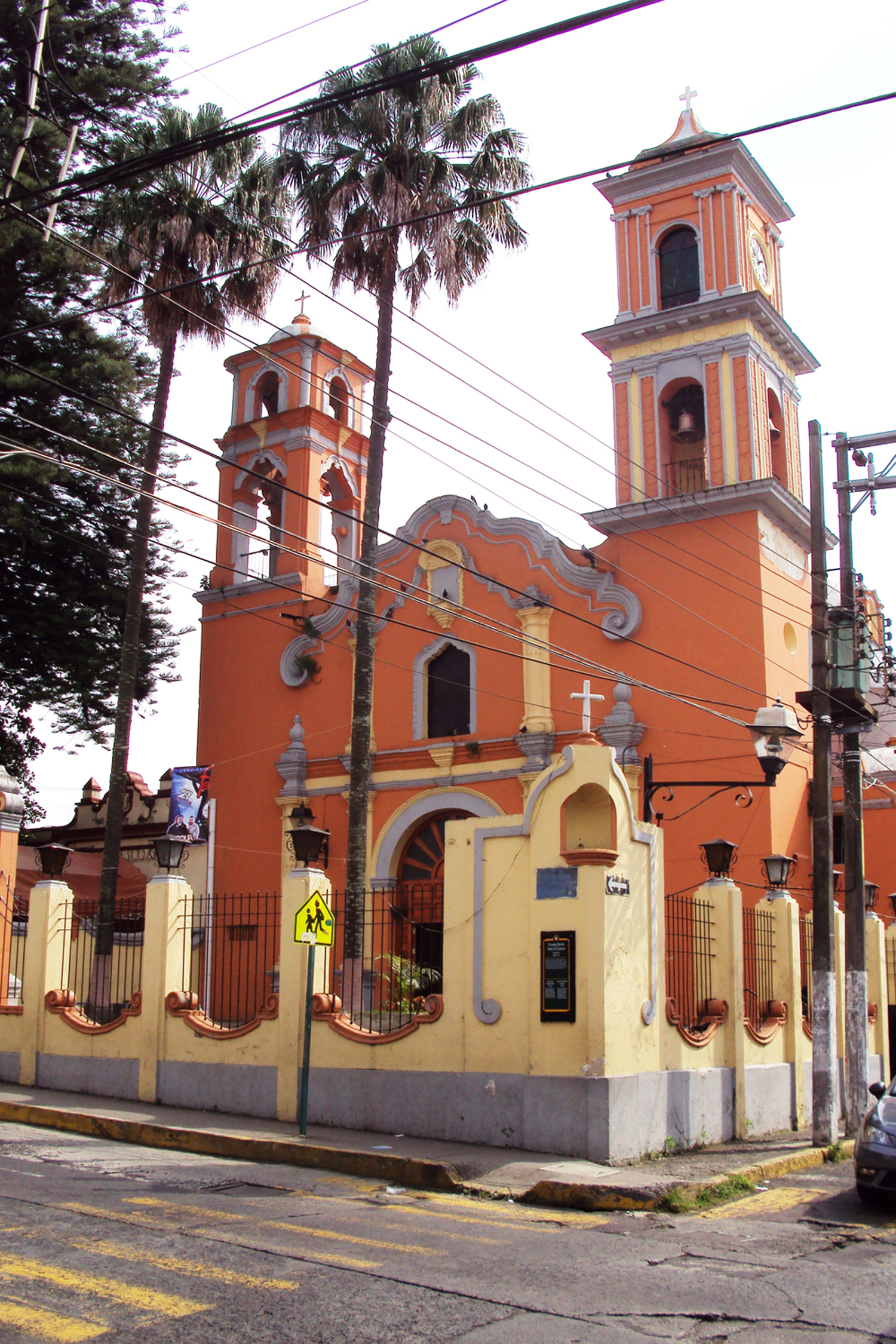
Parroquia de Nuestro Señor del Calvario en Xalapa.
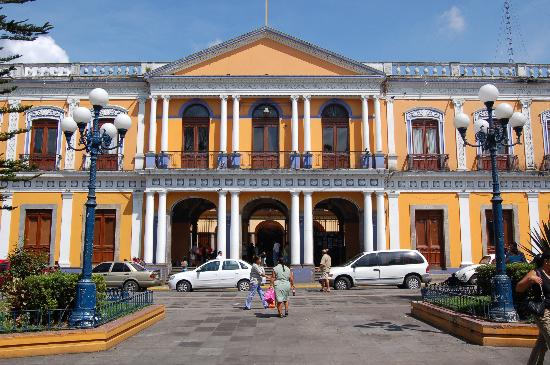
Palacio muncicipal de Coatepec.
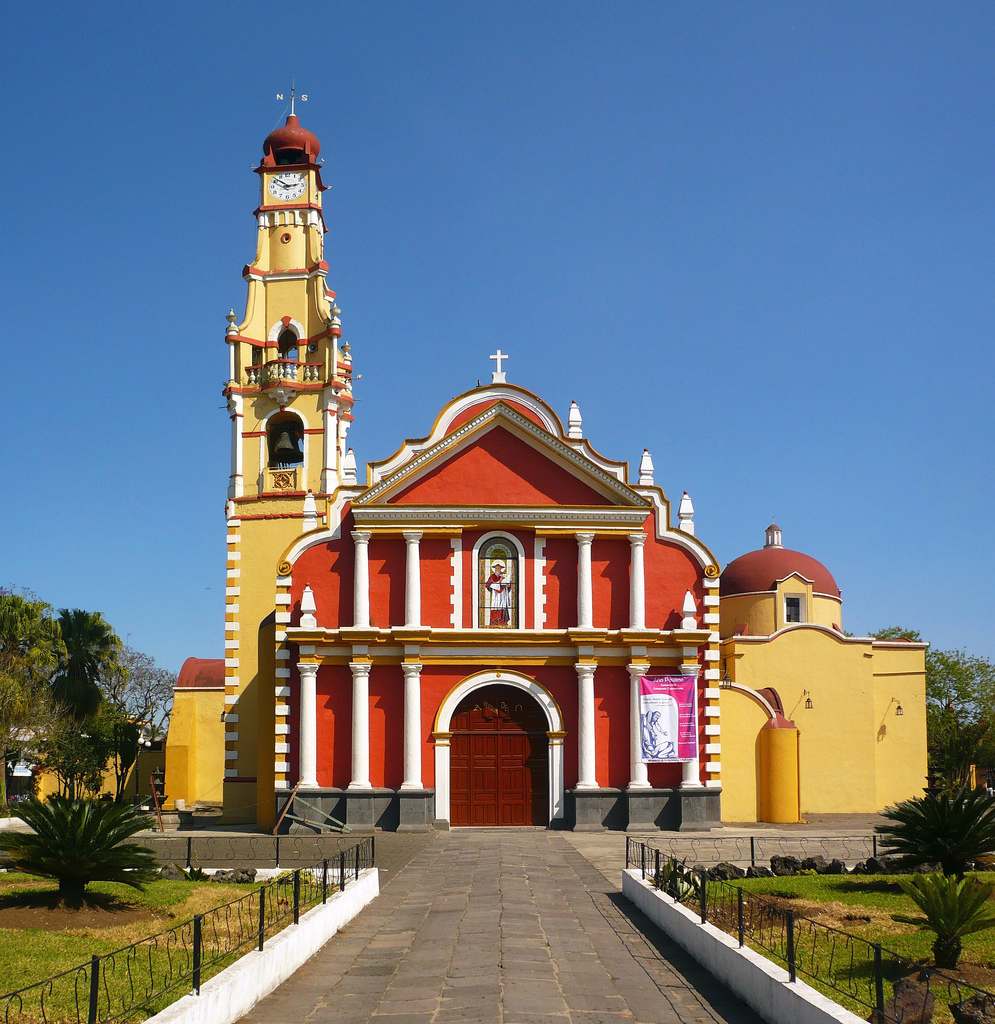
Parroquia de San Jerónimo en Coatepec.
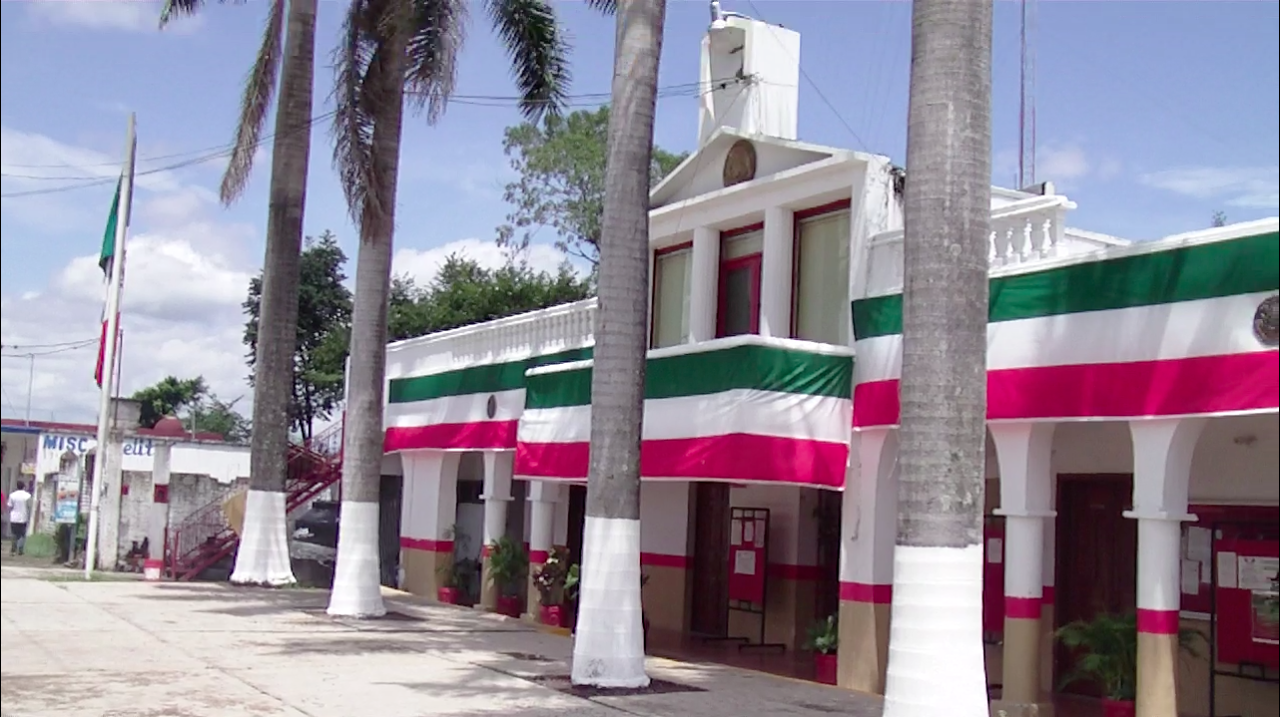
Palacio Municipal de Emiliano Zapata.
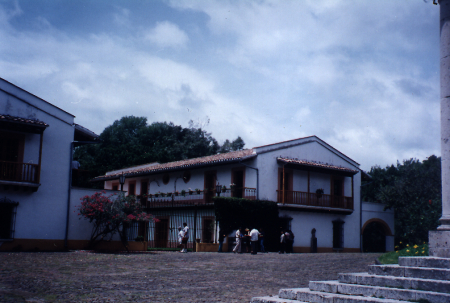
Museo Ex Hacienda de El Lencero.
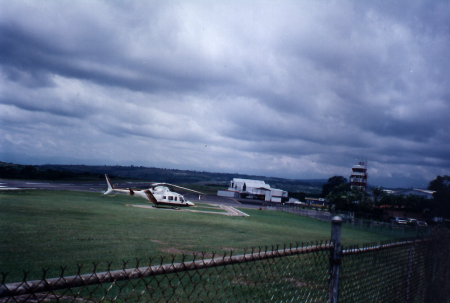
Aeropuerto Nacional El Lencero.
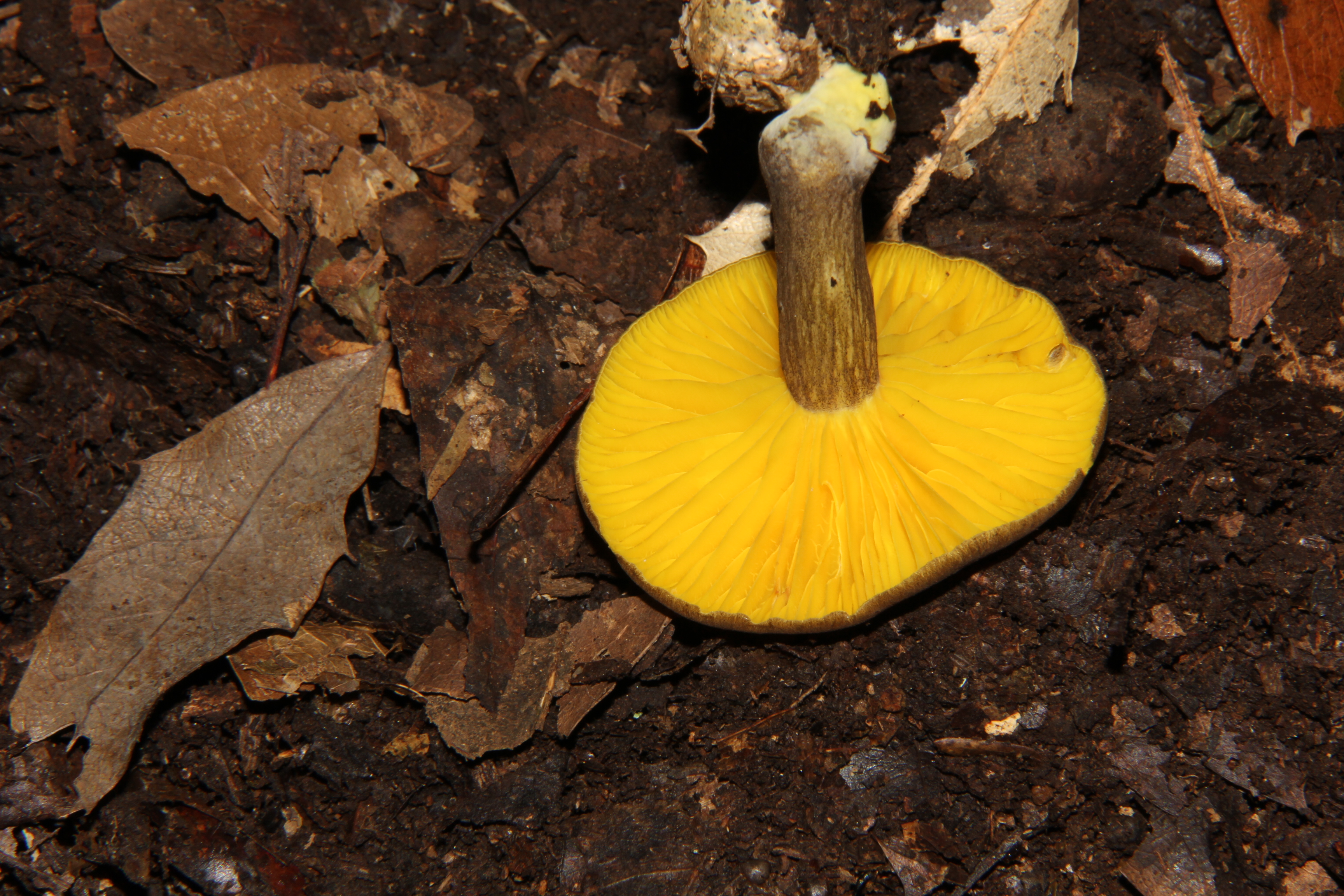
Cerro La Martinica en Banderilla.
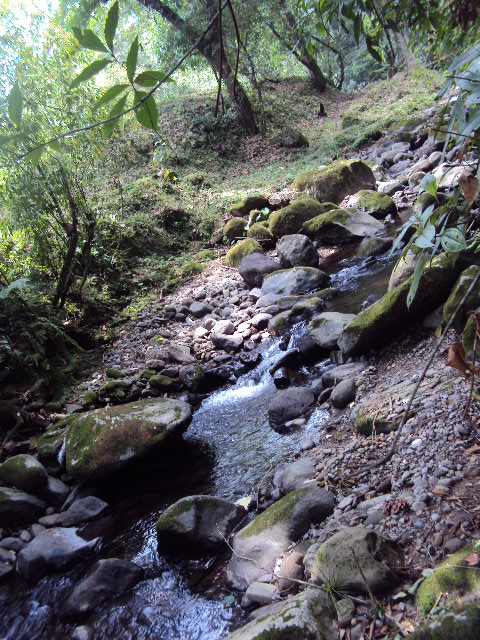
Vista del río Pixquiac en Tlalnelhuayocan.